# 도와줘! 리듬 히어로
《도와줘! 리듬 히어로》(Elite Beat Agents)는 닌텐도에서 개발한 리듬 액션 게임이다. 일본에서만 발매된 원작 《오쓰! 싸워라! 응원단》을 북미 시장을 위해 새롭게 개발한 게임이다. 대한민국에서는 제목을 바꿔 ‘도와줘! 리듬 히어로’로 출시되었다.

## 수록곡[1]
- 스테리오그램 - 〈Walkie Talkie Man〉 (by Jason Paige)

제인 - 양육원
에피소드: 말썽쟁이 3남매! 사랑이냐 일이냐!!
- 섬 41 - 〈Makes No Difference〉 (by Vinn Lombardo)

크리스 실버스크린 - 영화 감독
에피소드: 레드카펫을 향해! 박스오피스 1위냐, 쪽박이냐!!
- 에이브릴 라빈 - 〈Sk8er Boi〉 (by Angela Michael)

잭 - 택시 운전 기사
에피소드: 총알 택시! 임산부를 병원까지 모셔라!
- 프레디 머큐리/퀸 - 〈I Was Born to Love You〉 (by Paul Vician)

레오나르도 - 화가
에피소드: 예술과 미학! 사랑과 행복!?
- 스트레이 캐츠 - 〈Rock This Town〉 (by Mark Latham)

토마스 - 마술사
에피소드: 매직 판타지 쇼쇼쇼! 쇼는 계속되어야 한다!
- 딥 퍼플 - 〈Highway Star〉 (by Kaleb James)

샘(강아지)
에피소드: 샘의 대모험! 집 찾아 400km!
- 빌리지 피플 - 〈Y.M.C.A.〉 (by TC Moses)

브룩 - 선장
에피소드: 닻을 올려라! 파란만장 보물찾기!!
- 어스 윈드 앤드 파이어 - 〈September〉 (by TC Moses)

소피 - 기상 캐스터/가정 주부
에피소드: 엄마는 괴로워! 날씨 바꾸기 대작전!!
- 자미로콰이 - 〈Canned Heat〉 (by Jason Paige)

켄 오즈 - 사장의 아들
에피소드: 가문의 명예! 비밀무기 닌자파워!!
- 마돈나 - 〈Material Girl〉(by Melissa Garber)

캐링턴 자매 - 재벌 여자
에피소드: 무인도 체험기! 재벌 아가씨들의 서바이벌 라이프!
- 애슐리 심슨 - 〈La La〉 (by Laura Jane)

Mrs. 화이트 - 백혈구
에피소드: 백의의 전사!! 싸워라! 달려라! 이겨라!
- 시카고 - 〈You're the Inspiration〉 (by Julian Miranda)

루시 - 여자아이
에피소드: 크리스마스 선물
- 데이비드 보위 - 〈Let's Dance〉 (by Delaney Wolff)

커널 밥 - 석유 재벌
에피소드: 칠전팔기! 커널 밥의 성공 스토리!
- 굿 샬럿 - 〈The Anthem〉 (by Kevin Ridel)

헐크 브라이먼 - 야구 선수
에피소드: 우리들의 영웅 돌아온 홈런왕, 타석에 서다!
- 후바스탱크 - 〈Without a Fight〉 (by Kevin Ridel)

롬불란 별 격파(모두) - 전반
에피소드: 음악의 종말!? 마지막 희망은!!
- 롤링 스톤스 - 〈Jumpin' Jack Flash〉 (by Billy Fogarty)

롬불란 별 격파(모두) - 후반
점수를 올려 다음 등급을 받으면 이 곡들을 얻을 수 있다.
- 셰어 - 〈Believe〉 (by Lynn Rose) - 소울의 달인

아만다 - 무용가 지망생
에피소드: 꿈은 이루어진다! 화명한 조명 아래 뮤지컬 스타!!
- 잭슨 파이브 - 〈ABC〉 (by TC Moses and Brittany Kertesz) - 비트의 제왕

맥스(고양이)
에피소드: 냐옹냐옹냐아옹! 아기 돌보기 대소동!!
- 데스티니스 차일드 - 〈Survivor〉 (by April Harmony) - 전설의 요원

제이크 - 땅콩 회사 직원
에피소드: 필살기! 심심풀이 땅콩! 마지막에 웃는 자는 누구?

## 미션[2]
《도와줘! 리듬 히어로》는 네 개의 미션이 있다.
- 술술 미션 - 스핀 - 가장 쉬운 난이도로 초보자도 쉽게 즐길 수 있다. 연속 터치가 잘 나오지 않으며, 세부 동작도 전부 슬라이드 마커로 되어 있고, 가장 많은 연타도 점핀 잭 플래시의 슬라이드 마커가 섞여 나오는 14연타이다.
- 불끈 미션 - 제이 - 일부 곡들은 난이도가 크게 상승하는데 중급자 난이도로 여기서만 나오는 특유패턴도 있고 엇박자를 주의해야 한다. (가장 많은 연타는 점핀 잭 플래시의 14연타이다. 그러나, 마지막에 V자와 대각선 10연타가 나와 주의해야한다.) 예를 들어 캔드 히트 곡에서는 스핀이 슬라이드를 반복하나, 제이는 엇박과 함께 타이밍을 알아야 칠 수 있는 히트마크를 쳐야한다.
- 진땀 미션 - 치프 - 슬라이드 타겟이 확줄고 패턴이 꽤 어려워지며,일부는 마지막에 스핀이 안 나오거나, 중간에 나오기도 한다. 그나마 첫 번째 곡도 어렵고, 거의 1개 라고 틀리면 박자를 놓쳐 KO라도 봐도되는 곡도 있다. (가장 많은 연타는 마찬가지로 점핀 잭 플래시에서 나오는데, 15연타가 헷갈려서 나온다. 하지만 15연타는 13탄인 렛츠 댄스에서도 나온다.) 예를 들어 렛츠 댄츠에서는 제이가 U턴을 반복하나 치프는 14연타를 친 다음 빨간색 15연타를 치는데, 그 과정에서 미션 실패하는 경우가 허다하는 경우가 있다.
- 화끈 미션 - 엘리트 비트 디바 - 치프랑 패턴은 반대지만 엘리트 게이지 하락 속도가 더 빨라지고 타겟도 더 작아져 당황할 수 있지만, 마커 배치에는 차이점이 거의 없기 때문에 속도 적응만 잘 하면 어렵지 않게 해낼 수 있다.
- 칸 사령관 미션-모든 스테이지와 모든 단계의 미션을 깨면 나온다. 미션을 정하는곳에서 화끈미션을 터치하면 확인 위에 '출동'이라고 있다. 미션은 화끈미션과 같지만 조금 어려워진다.

그리고 술술, 불끈, 진땀, 화끈 이 네개의 미션을 다 성공할 경우, 갤러리의 확인위에 제이 그림이 뜨는데, 터치하면 엔딩이 나온다.

### 난이도별 미션
| 난이도명              | 미션                  |
| --------------------- | --------------------- |
| 술술 미션 (Breezin')  | 스핀, 데릭, 모리스    |
| 불끈 미션 (Cruisin')  | 제이, 데릭, 모리스    |
| 진땀 미션 (Sweatin')  | 치프, 데릭, 모리스    |
| 화끈 미션 (HardROCK!) | 스타, 폭스, 미씨      |
| 칸 사령관 미션        | 칸 사령관, 폭스, 미씨 |

## 평가
| 평가 |                    |
| --- | ------------------ |
| 통합 점수 통합사 점수 게임랭킹스 88% (52 reviews) [ 3 ] 메타크리틱 87% (51 reviews) [ 4 ] 평론 점수 평론사 점수 1UP.com A [ 5 ] 올게임 [ 6 ] EGM 8.5/10, 9/10, 9/10 유로게이머 9 out of 10 [ 7 ] 게임 인포머 6.75 out of 10 [ 8 ] 게임 레볼루션 B [ 9 ] 게임프로 4.25 out of 5 [ 10 ] 게임스팟 8.9 out of 10 [ 11 ] 게임스파이 [ 12 ] 게임스레이더+ [ 13 ] 게임트레일러스 8.8 out of 10 [ 14 ] 게임존 9.4 out of 10 [ 15 ] IGN 9.5 out of 10 [ 16 ] 닌텐도 파워 9.5 out of 10 ONM 87% [ 17 ] 엑스플레이 [ 18 ] |                    |
| 통합 점수 |                    |
| 통합사 | 점수               |
| 게임랭킹스 | 88% (52 reviews)   |
| 메타크리틱 | 87% (51 reviews)   |
| 평론 점수 |                    |
| 평론사 | 점수               |
| 1UP.com | A                  |
| 올게임 | [ 6 ]              |
| EGM | 8.5/10, 9/10, 9/10 |
| 유로게이머 | 9 out of 10        |
| 게임 인포머 | 6.75 out of 10     |
| 게임 레볼루션 | B                  |
| 게임프로 | 4.25 out of 5      |
| 게임스팟 | 8.9 out of 10      |
| 게임스파이 | [ 12 ]             |
| 게임스레이더+ | [ 13 ]             |
| 게임트레일러스 | 8.8 out of 10      |
| 게임존 | 9.4 out of 10      |
| IGN | 9.5 out of 10      |
| 닌텐도 파워 | 9.5 out of 10      |
| ONM | 87%                |
| 엑스플레이 | [ 18 ]             |